# Рыжиков, Иван Анатольевич
Иван Анатольевич Рыжиков (род. 25 августа 1974, Сургут) — российский актёр театра и кино, Заслуженный артист Российской Федерации (2010).

## Биография
Иван Анатольевич Рыжиков родился 25 августа 1974 года в городе Сургут Тюменской области (сейчас Ханты-Мансийский автономный округ — Югра). В 1996 году окончил Московское Высшее театральное училище им. Щукина (курс Ю. В. Шлыкова).
В 1996—1998 годах играл в театре Симонова.
В 1998—2020 годах работал в Театре на Таганке.
С 2020 года — артист МХАТ им. М. Горького.

### Семья
- Брат — актёр Григорий Анатольевич Рыжиков (р. 1978), артист МХТ имени А. П. Чехова.

## Награды
- Заслуженный артист России (2010).

## Работы в театре

### Театр на Таганке
- «Евгений Онегин» — Ленский
- «Антигона» — Хор, Гемон
- «Братья Карамазовы (Скотопригоньевск)» — Дмитрий Карамазов
- «До и после» — Исполнитель бриколажа
- «Добрый человек из Сезуана» — Янг Сун
- «Идите и остановите прогресс (обэриуты)» — Первый, Ослов, Веечка, Верблюд, Сыновья, Убийцы
- «Марат и маркиз Де Сад» — Санитар, Дюпре
- «Театральный роман» — Шервинский-Мышлаевский-Гоголь, Писатель-Настасья Ивановна-Ипполит
- «Фауст» — Могильщики, Охранники, стукачи, палачи, Парис
- «Шарашка» — Хоробов, генерал
- «Двенадцатая ночь» — Мальволио
- «Мастер и Маргарита» — Понтий Пилат
- «Горе от Ума» — Скалозуб

## Фильмография
1. 1992 — Луна-парк (Россия, Франция) — эпизод
2. 1994—1998 — Петербургские тайны
3. 1997 — Страна глухих
4. 1998 — Не послать ли нам… гонца?
5. 2000 — Чек — Белобрысый
6. 2001 — Гражданин начальник (1-5 серии) — Саня Заварзин, бандит
7. 2001 — Леди Босс
8. 2001 — На углу, у Патриарших-2 — Вовчик
9. 2002 — Кодекс чести — из братвы «Графа»
10. 2002 — Тайный знак — «Ферзь»
11. 2002 — Шарашка — Хоробов, генерал
12. 2004 — Виола Тараканова. В мире преступных страстей (фильм 3 «Чудовище без красавицы») — «Аспирин»
13. 2004 — Русское лекарство — Юрий Иосифович Бигин
14. 2005 — Жених для Барби — Саша
15. 2005 — Лига обманутых жен — Аркадий
16. 2005 — Мама не горюй 2
17. 2005 — Мошенники — таксист-неудачник
18. 2005-2006 — Студенты — Владимир Семёнович Демьяненко, физрук, кличка «Демон»
19. 2006 — Мой генерал — Чуев
20. 2006 — Под Большой медведицей — кредитор
21. 2006 — Телохранитель — Ник Доусон
22. 2006—2007 — Гонка за счастьем — братья-близнецы Парамоновы
23. 2006—2007 — Проклятый рай — Корытин
24. 2007 — Агентство Алиби (26-я серия «Гибель Помпеи»)
25. 2007 — Беглянки — помощник
26. 2007 — День гнева
27. 2007 — Подруга банкира — Лев Алексеевич Савельев, шеф Зои
28. 2007 — Я — телохранитель (серия «Киллер к юбилею») — Юрий Шалымов
29. 2007—2008 — Мачеха — Валерий Никитович Савельев, отец Тимки
30. 2008 — Взрослые игры (Мачеха 2) — Валерий Никитович Савельев, отец Тимки
31. 2008 — Завещание ночи (Россия, Украина) — Сафронов, директор банка
32. 2008 — Продолжение следует — Коленька
33. 2008 — Украсть у … — пьяный в кипрском баре
34. 2009 — Высший пилотаж — пассажир ВИП
35. 2009 — Галыгин.ру — Горбань
36. 2009 — Гастарбайтер — Внук Кирилл
37. 2009 — Дикий — Василий Ильич Ошурков
38. 2009 — Клуб — Генрих Аполлонович, адвокат
39. 2009 — Пират и пиратка — Дмитрий Федотов, издатель
40. 2009 — Семь жён одного холостяка — Алексей, бизнесмен
41. 2009—2010 — Кармелита — Шпала
42. 2009—2010 — Кремлёвские курсанты — Алексей Валерьевич Боткин, комбат
43. 2010 — Девятый отдел — Евгений Иванович Шевцов, начальник 9 отдела
44. 2010 — Дом образцового содержания — Василий Павлович Затевахин, комдив
45. 2010 — Любовь Надежды — Дмитрий Петрович Рубакин, мэр
46. 2010 — Отдел (фильм 2 «Пятницкий») — Гущин, новый префект округа
47. 2010—2011 — Институт благородных девиц — Платон Матвеев, миллионщик
48. 2011 — Девичья охота — Карасёв
49. 2011 — Интерны (100-я серия) — Таранов, пациент Черноус
50. 2011 — Москва. Три вокзала (14-я серия «Друзья по смерти») — Олег Сергеевич Зилов, майор из отдела по борьбе с наркотиками
51. 2011—2012 — Кровинушка — Игорь
52. 2011—2012 — Лесник (фильм 1-й «Зуб за зуб», фильм 33-й «Бонни и Клайд») — Трофим, муж Любки
53. 2012 — Грач (4 серия «Мадонна с младенцем») — Михаил Петрович Лужин, начальник охраны в клинике
54. 2012 — Ищейка
55. 2012 — Кто, если не я? — Виктор Ефимович Латушкин, олигарх
56. 2012 — Петрович (фильм 5 «Месть») — Александр Лукашин, маньяк
57. 2012 — Проснёмся вместе? — Андрей Алексеевич Волков, генеральный директор холдинга
58. 2012 — Тёмное царство (фильм 1 «Бешеные деньги») — Иван Петрович Телятев
59. 2012 — Фёдоров
60. 2013 — Стыд — Борис
61. 2013 — Тайны института благородных девиц — Платон Матвеев, владелец ресторана
62. 2014 — Земский доктор. Любовь вопреки — Илья Борисович, двойник Аникина (нет в титрах)
63. 2014 — Мент в законе 9 — Сергей Павловский
64. 2014 — Пороги — Юрий Владимирович Колосов, муж Марии, бывший следователь
65. 2014 — Хорошие руки — Сергей Васьков (Дядя Вася), директор ночного клуба
66. 2015 — Выстрел — Кувалдин
67. 2015 — Весь этот джем — водитель мерседеса
68. 2015 — Домработница — Борис Дятлов, адвокат Романа
69. 2015 — Рая знает — Андрей Евгеньевич, полковник полиции
70. 2015 — Сын моего отца — министр
71. 2015 — Школа выживания от одинокой женщины с тремя детьми в условиях кризиса — полицейский
72. 2017 — Майор Соколов. Игра без правил — Георгий Васильевич Рябцев, банкир
73. 2017 — Неизвестный — Евгений Васильевич Раменский, руководитель коллекторского агентства
74. 2018 — Гостиница «Россия» — майор милиции, начальник отдела милиции Гостиницы
75. 2018 — Тайны госпожи Кирсановой — Кирилл Петрович Голохватов, градоначальник
76. 2023 — Эффект домино — Борис Александрович Баграмов
77. 2024 — Плевако — Фома Кузьмич